# Fuego selectivo

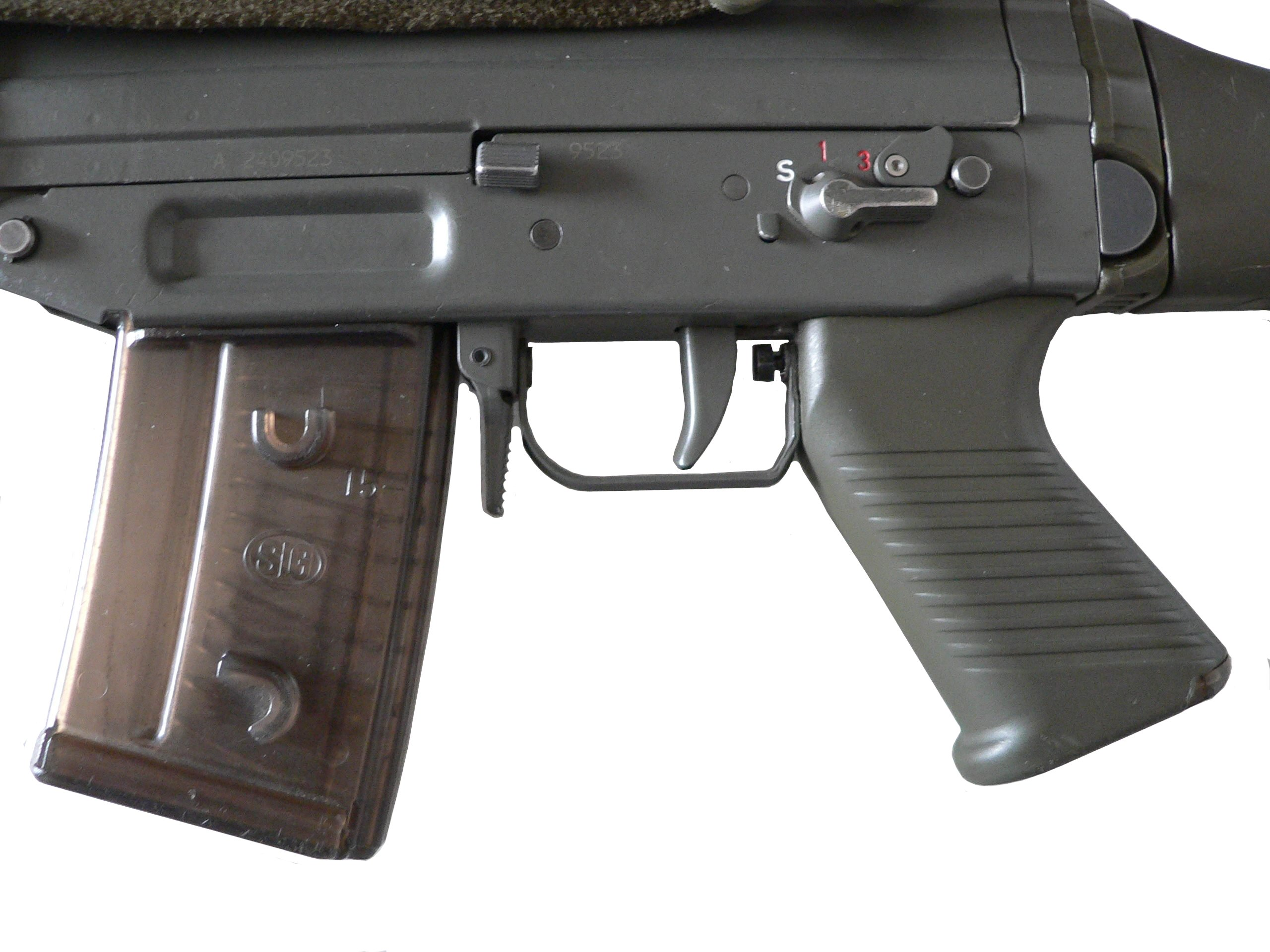
El SIG 550 tiene cuatro modos: seguro: S (en el cual el fusil no puede disparar), un disparo: 1 (semiautomático), ráfaga de tres disparos: 3, y automático (tapado por la palanca del seguro).

El fuego selectivo o disparo selectivo es la capacidad que tiene un arma de ajustarse para disparar en los modos semiautomático, ráfaga, y/o disparo completamente automático. Los modos se eligen mediante un selector, que varía según el diseño del arma. El selector suele estar integrado con la palanca del seguro. Semiautomático se refiere a la capacidad de disparar un cartucho por cada presión del gatillo. Algunas armas de fuego selectivo tienen mecanismos de disparo por ráfaga para limitar el número máximo de disparos realizados automáticamente en este modo. Los límites más comunes son dos o tres disparos por cada presión del gatillo. El disparo completamente automático se refiere a la capacidad de un arma de disparar continuamente hasta que se vacíe el mecanismo de alimentación o se suelte el gatillo.
La presencia de modos de disparo selectivo en armas de fuego permite un uso más eficiente de la munición que se dispara para necesidades específicas, en lugar de tener un solo modo de operación, como completamente automático, lo que ahorra municiones y maximiza la precisión y efectividad en el objetivo. Esta capacidad se encuentra más comúnmente en armas militares de los siglos XX y XXI.

## Historia

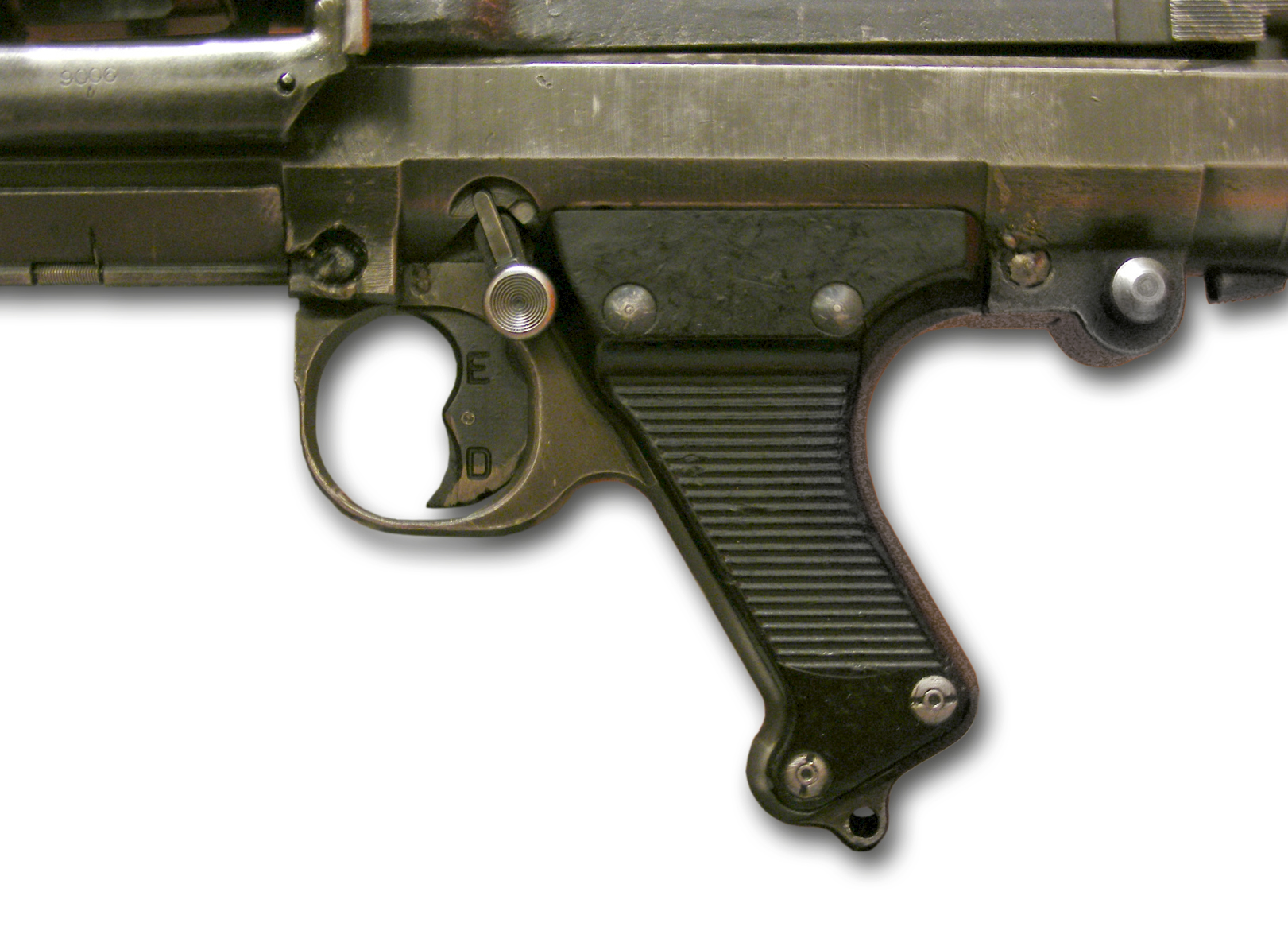
Ametralladora MG 34: gatillo de doble media luna: E=fuego semiautomático, D=fuego automático.

Los primeros intentos de esta tecnología se vieron obstaculizados por: munición demasiado poderosa y/o complejidad mecánica. Esto último llevó a un peso excesivo y falta de confiabilidad en el arma de fuego. Uno de los primeros diseños data de poco antes de finales del siglo XIX con el desarrollo del fusil Cei-Rigotti, uno de los primeros fusiles automático creado por el oficial del ejército italiano Amerigo Cei-Rigotti que tenía capacidad de disparo selectivo (disparos únicos o ráfagas).
Otro es el Fusil automático Browning M1918 (BAR) desarrollado durante la Primera Guerra Mundial. El BAR y sus diseños posteriores incorporaron una variedad de funciones de disparo selectivo. El primer diseño (M1918) es un fusil automático de fuego selectivo, enfriado por aire que usaba un mecanismo de gatillo con una palanca selectora de fuego que permitía operar en los modos de disparo semiautomático o completamente automático. La palanca selectora está ubicada en el lado izquierdo del cajón de mecanismos y es simultáneamente el seguro manual (palanca selectora en la posición «S» - el arma es «segura», «F» - «Fuego» , «A» - fuego «automático»).: 225–226  La siguiente versión (M1918A1) tenía un mecanismo reductor de velocidad único de disparo comprado a FN Herstal, con dos velocidades de disparo automático. Este mecanismo reductor se cambió más tarde a uno diseñado por Springfield Armory. La versión final (M1918A2) proporcionó dos velocidades seleccionables de fuego completamente automático solamente.: 131–139 
Durante la Segunda Guerra Mundial los alemanes comenzaron a desarrollar la función de fuego selectivo que resultó en el fusil de batalla FG 42 desarrollado en 1942 a pedido de la Fuerza Aérea Alemana (Luftwaffe) en 1941. Otro diseño alemán que utilizó fuego selectivo fue el StG 44, que fue el primero de su tipo en ver un despliegue importante y es considerado por muchos historiadores como el primer fusil de asalto moderno. «El principio de esta arma, la reducción de la energía en boca para obtener fuego automático útil dentro de los rangos reales de combate, fue probablemente el avance más importante en armas portátiles desde la invención de la pólvora sin humo».
La función de disparo selectivo se vio más tarde en el AK-47 ruso (diseñado en 1946), el belga FN FAL (diseñado en 1947-53), el británico EM-2 (diseñado en 1948), y los estadounidenses ArmaLite AR-10 (diseñado en 1957) y sus derivados de AR.

## Diseño
Las armas de fuego selectivo, por definición, tienen un modo semiautomático, en el que el arma recarga automáticamente la recámara después de cada disparo, pero requiere que se suelte y apriete el gatillo antes de disparar el siguiente cartucho. Esto permite un disparo rápido y (en teoría) apuntado. En algunas armas, la selección es entre diferentes cadencias de disparo automático y/o limitadores de ráfaga variables. La selección se realiza, por lo general, mediante una pequeña palanca giratoria integrada a menudo con la palanca del seguro o un selector separado de éste, como en la familia SA80 británica. Otro método es un gatillo de presión diferenciada, como el del Steyr AUG, que dispara un solo tiro cuando se ejercen entre 4 y 7,1 kg de presión sobre el gatillo, y se vuelve completamente automático cuando se aplica una presión mayor a 7,1 kg. Esto es útil para situaciones de emergencia donde una ráfaga rápida de proyectiles es más efectiva para reprimir a un enemigo cercano en lugar de una ráfaga de tiros simples.
Algunas armas de fuego selectivo ofrecen un modo de ráfaga como segunda opción, donde cada presión del gatillo dispara automáticamente un número predeterminado de tiros (generalmente dos o tres), pero no disparará más hasta que se suelte el gatillo y se vuelva a apretar. El fusil de asalto estándar actual de Estados Unidos, el M16A4 y la variante carabina M4 de este fusil disparan un máximo de tres tiros con cada tirón del gatillo en modo ráfaga. En este diseño, se mantiene el contador de tiros ya disparados previamente y puede disparar menos de tres cartuchos. Otros diseños restablecen la cuenta con cada tirón del gatillo, lo que permite una ráfaga uniforme de tres tiros mientras queden cartuchos en el almacén.
Una versión común del subfusil Heckler & Koch MP5 (que es ampliamente utilizado por los equipos operaciones especiales militares y policiales) dispara tiros únicos, ráfagas de tres tiros y automático. Una variante especial usa una ráfaga de dos disparos para minimizar las posibilidades de fallar con un tercero. Algunos cañones automáticos tienen limitadores de ráfaga más grandes para coincidir con tasas de disparo más altas.